# Сборная Фарерских островов по футболу (до 17 лет)
Сборная Фарерских островов по футболу до 17 лет (фар. U-17 fótbóltslandsliðið hjá Føroyum) — национальная футбольная команда, представляющая Фарерские острова в международных юношеских турнирах и товарищеских матчах. За неё имеют право выступать игроки возрастом 17 лет и младше. Контролируется Федерацией футбола Фарерских островов.
Сборная всего один раз прошла отбор к чемпионату Европы. На Евро-2017 заняла последнее место в группе, пропустив больше всего мячей на том турнире, не забив ни одного гола и установив антирекорд по разнице мячей в истории чемпионатов Европы (−13).

## Статистика выступлений

### Чемпионат Европы (до 16 / до 17 лет)
| Чемпионат Европы до 16 / до 17 лет | Чемпионат Европы до 16 / до 17 лет | Чемпионат Европы до 16 / до 17 лет | Чемпионат Европы до 16 / до 17 лет | Чемпионат Европы до 16 / до 17 лет | Чемпионат Европы до 16 / до 17 лет | Чемпионат Европы до 16 / до 17 лет | Чемпионат Европы до 16 / до 17 лет | Чемпионат Европы до 16 / до 17 лет |    | Квалификация к ЧЕ | Квалификация к ЧЕ | Квалификация к ЧЕ | Квалификация к ЧЕ | Квалификация к ЧЕ | Квалификация к ЧЕ | Квалификация к ЧЕ |
| Год                                | Раунд                              | И                                  | В                                  | Н                                  | П                                  | МЗ                                 | МП                                 | РМ                                 | И  | В                 | Н                 | П                 | МЗ                | МП                | РМ                |                   |
| 1982                               | Не принимала участие               | Не принимала участие               | Не принимала участие               | Не принимала участие               | Не принимала участие               | Не принимала участие               | Не принимала участие               | Не принимала участие               | —  | —                 | —                 | —                 | —                 | —                 | —                 |                   |
| 1984                               | Не принимала участие               | Не принимала участие               | Не принимала участие               | Не принимала участие               | Не принимала участие               | Не принимала участие               | Не принимала участие               | Не принимала участие               | —  | —                 | —                 | —                 | —                 | —                 | —                 |                   |
| 1985                               | Не принимала участие               | Не принимала участие               | Не принимала участие               | Не принимала участие               | Не принимала участие               | Не принимала участие               | Не принимала участие               | Не принимала участие               | —  | —                 | —                 | —                 | —                 | —                 | —                 |                   |
| 1986                               | Не принимала участие               | Не принимала участие               | Не принимала участие               | Не принимала участие               | Не принимала участие               | Не принимала участие               | Не принимала участие               | Не принимала участие               | —  | —                 | —                 | —                 | —                 | —                 | —                 |                   |
| 1987                               | Не принимала участие               | Не принимала участие               | Не принимала участие               | Не принимала участие               | Не принимала участие               | Не принимала участие               | Не принимала участие               | Не принимала участие               | —  | —                 | —                 | —                 | —                 | —                 | —                 |                   |
| 1988                               | Не принимала участие               | Не принимала участие               | Не принимала участие               | Не принимала участие               | Не принимала участие               | Не принимала участие               | Не принимала участие               | Не принимала участие               | —  | —                 | —                 | —                 | —                 | —                 | —                 |                   |
| 1989                               | Не принимала участие               | Не принимала участие               | Не принимала участие               | Не принимала участие               | Не принимала участие               | Не принимала участие               | Не принимала участие               | Не принимала участие               | —  | —                 | —                 | —                 | —                 | —                 | —                 |                   |
| 1990                               | Не принимала участие               | Не принимала участие               | Не принимала участие               | Не принимала участие               | Не принимала участие               | Не принимала участие               | Не принимала участие               | Не принимала участие               | —  | —                 | —                 | —                 | —                 | —                 | —                 |                   |
| 1991                               | Не принимала участие               | Не принимала участие               | Не принимала участие               | Не принимала участие               | Не принимала участие               | Не принимала участие               | Не принимала участие               | Не принимала участие               | —  | —                 | —                 | —                 | —                 | —                 | —                 |                   |
| 1992                               | Не принимала участие               | Не принимала участие               | Не принимала участие               | Не принимала участие               | Не принимала участие               | Не принимала участие               | Не принимала участие               | Не принимала участие               | —  | —                 | —                 | —                 | —                 | —                 | —                 |                   |
| 1993                               | Не принимала участие               | Не принимала участие               | Не принимала участие               | Не принимала участие               | Не принимала участие               | Не принимала участие               | Не принимала участие               | Не принимала участие               | —  | —                 | —                 | —                 | —                 | —                 | —                 |                   |
| 1994                               | Не принимала участие               | Не принимала участие               | Не принимала участие               | Не принимала участие               | Не принимала участие               | Не принимала участие               | Не принимала участие               | Не принимала участие               | —  | —                 | —                 | —                 | —                 | —                 | —                 |                   |
| 1995                               | Не принимала участие               | Не принимала участие               | Не принимала участие               | Не принимала участие               | Не принимала участие               | Не принимала участие               | Не принимала участие               | Не принимала участие               | —  | —                 | —                 | —                 | —                 | —                 | —                 |                   |
| 1996                               | Не принимала участие               | Не принимала участие               | Не принимала участие               | Не принимала участие               | Не принимала участие               | Не принимала участие               | Не принимала участие               | Не принимала участие               | —  | —                 | —                 | —                 | —                 | —                 | —                 |                   |
| 1997                               | Не квалифицировалась               | Не квалифицировалась               | Не квалифицировалась               | Не квалифицировалась               | Не квалифицировалась               | Не квалифицировалась               | Не квалифицировалась               | Не квалифицировалась               | 2  | 0                 | 0                 | 2                 | 2                 | 8                 | −6                |                   |
| 1998                               | Не квалифицировалась               | Не квалифицировалась               | Не квалифицировалась               | Не квалифицировалась               | Не квалифицировалась               | Не квалифицировалась               | Не квалифицировалась               | Не квалифицировалась               | 2  | 0                 | 0                 | 2                 | 0                 | 14                | −14               |                   |
| 1999                               | Не квалифицировалась               | Не квалифицировалась               | Не квалифицировалась               | Не квалифицировалась               | Не квалифицировалась               | Не квалифицировалась               | Не квалифицировалась               | Не квалифицировалась               | 3  | 0                 | 0                 | 3                 | 1                 | 12                | −11               |                   |
| 2000                               | Не квалифицировалась               | Не квалифицировалась               | Не квалифицировалась               | Не квалифицировалась               | Не квалифицировалась               | Не квалифицировалась               | Не квалифицировалась               | Не квалифицировалась               | 2  | 0                 | 0                 | 2                 | 1                 | 4                 | −3                |                   |
| 2001                               | Не квалифицировалась               | Не квалифицировалась               | Не квалифицировалась               | Не квалифицировалась               | Не квалифицировалась               | Не квалифицировалась               | Не квалифицировалась               | Не квалифицировалась               | 3  | 0                 | 0                 | 3                 | 3                 | 14                | −11               |                   |
| 2002                               | Не квалифицировалась               | Не квалифицировалась               | Не квалифицировалась               | Не квалифицировалась               | Не квалифицировалась               | Не квалифицировалась               | Не квалифицировалась               | Не квалифицировалась               | 2  | 0                 | 1                 | 1                 | 1                 | 8                 | −7                |                   |
| 2003                               | Не квалифицировалась               | Не квалифицировалась               | Не квалифицировалась               | Не квалифицировалась               | Не квалифицировалась               | Не квалифицировалась               | Не квалифицировалась               | Не квалифицировалась               | 2  | 0                 | 1                 | 1                 | 1                 | 8                 | −7                |                   |
| 2004                               | Не квалифицировалась               | Не квалифицировалась               | Не квалифицировалась               | Не квалифицировалась               | Не квалифицировалась               | Не квалифицировалась               | Не квалифицировалась               | Не квалифицировалась               | 3  | 0                 | 0                 | 3                 | 1                 | 17                | −16               |                   |
| 2005                               | Не квалифицировалась               | Не квалифицировалась               | Не квалифицировалась               | Не квалифицировалась               | Не квалифицировалась               | Не квалифицировалась               | Не квалифицировалась               | Не квалифицировалась               | 3  | 0                 | 0                 | 3                 | 3                 | 9                 | −6                |                   |
| 2006                               | Не квалифицировалась               | Не квалифицировалась               | Не квалифицировалась               | Не квалифицировалась               | Не квалифицировалась               | Не квалифицировалась               | Не квалифицировалась               | Не квалифицировалась               | 3  | 0                 | 1                 | 2                 | 3                 | 11                | −8                |                   |
| 2007                               | Не квалифицировалась               | Не квалифицировалась               | Не квалифицировалась               | Не квалифицировалась               | Не квалифицировалась               | Не квалифицировалась               | Не квалифицировалась               | Не квалифицировалась               | 3  | 0                 | 1                 | 2                 | 1                 | 3                 | −2                |                   |
| 2008                               | Не квалифицировалась               | Не квалифицировалась               | Не квалифицировалась               | Не квалифицировалась               | Не квалифицировалась               | Не квалифицировалась               | Не квалифицировалась               | Не квалифицировалась               | 3  | 0                 | 1                 | 2                 | 2                 | 13                | −11               |                   |
| 2009                               | Не квалифицировалась               | Не квалифицировалась               | Не квалифицировалась               | Не квалифицировалась               | Не квалифицировалась               | Не квалифицировалась               | Не квалифицировалась               | Не квалифицировалась               | 3  | 1                 | 0                 | 2                 | 4                 | 9                 | −5                |                   |
| 2010                               | Не квалифицировалась               | Не квалифицировалась               | Не квалифицировалась               | Не квалифицировалась               | Не квалифицировалась               | Не квалифицировалась               | Не квалифицировалась               | Не квалифицировалась               | 3  | 0                 | 0                 | 3                 | 2                 | 13                | −11               |                   |
| 2011                               | Не квалифицировалась               | Не квалифицировалась               | Не квалифицировалась               | Не квалифицировалась               | Не квалифицировалась               | Не квалифицировалась               | Не квалифицировалась               | Не квалифицировалась               | 3  | 0                 | 1                 | 2                 | 0                 | 5                 | −5                |                   |
| 2012                               | Не квалифицировалась               | Не квалифицировалась               | Не квалифицировалась               | Не квалифицировалась               | Не квалифицировалась               | Не квалифицировалась               | Не квалифицировалась               | Не квалифицировалась               | 3  | 0                 | 1                 | 2                 | 1                 | 8                 | −7                |                   |
| 2013                               | Не квалифицировалась               | Не квалифицировалась               | Не квалифицировалась               | Не квалифицировалась               | Не квалифицировалась               | Не квалифицировалась               | Не квалифицировалась               | Не квалифицировалась               | 3  | 0                 | 1                 | 2                 | 1                 | 10                | −9                |                   |
| 2014                               | Не квалифицировалась               | Не квалифицировалась               | Не квалифицировалась               | Не квалифицировалась               | Не квалифицировалась               | Не квалифицировалась               | Не квалифицировалась               | Не квалифицировалась               | 3  | 0                 | 1                 | 2                 | 1                 | 3                 | −2                |                   |
| 2015                               | Не квалифицировалась               | Не квалифицировалась               | Не квалифицировалась               | Не квалифицировалась               | Не квалифицировалась               | Не квалифицировалась               | Не квалифицировалась               | Не квалифицировалась               | 3  | 1                 | 0                 | 2                 | 1                 | 6                 | −5                |                   |
| 2016                               | Не квалифицировалась               | Не квалифицировалась               | Не квалифицировалась               | Не квалифицировалась               | Не квалифицировалась               | Не квалифицировалась               | Не квалифицировалась               | Не квалифицировалась               | 3  | 0                 | 1                 | 2                 | 2                 | 8                 | −2                |                   |
| 2017                               | Групповой этап                     | 3                                  | 0                                  | 0                                  | 3                                  | 0                                  | 13                                 | −13                                | 6  | 2                 | 2                 | 2                 | 6                 | 10                | −4                |                   |
| 2018                               | Не квалифицировалась               | Не квалифицировалась               | Не квалифицировалась               | Не квалифицировалась               | Не квалифицировалась               | Не квалифицировалась               | Не квалифицировалась               | Не квалифицировалась               | —  | —                 | —                 | —                 | —                 | —                 | —                 | —                 |
| 2019                               | Не квалифицировалась               | Не квалифицировалась               | Не квалифицировалась               | Не квалифицировалась               | Не квалифицировалась               | Не квалифицировалась               | Не квалифицировалась               | Не квалифицировалась               | —  | —                 | —                 | —                 | —                 | —                 | —                 | —                 |
| 2020                               | Турнир отменён                     | Турнир отменён                     | Турнир отменён                     | Турнир отменён                     | Турнир отменён                     | Турнир отменён                     | Турнир отменён                     | Турнир отменён                     | —  | —                 | —                 | —                 | —                 | —                 | —                 | —                 |
| 2021                               | Турнир отменён                     | Турнир отменён                     | Турнир отменён                     | Турнир отменён                     | Турнир отменён                     | Турнир отменён                     | Турнир отменён                     | Турнир отменён                     | —  | —                 | —                 | —                 | —                 | —                 | —                 | —                 |
| 2022                               | Не квалифицировалась               | Не квалифицировалась               | Не квалифицировалась               | Не квалифицировалась               | Не квалифицировалась               | Не квалифицировалась               | Не квалифицировалась               | Не квалифицировалась               | 3  | 0                 | 0                 | 3                 | 0                 | 11                | −11               |                   |
| 2023                               | Не квалифицировалась               | Не квалифицировалась               | Не квалифицировалась               | Не квалифицировалась               | Не квалифицировалась               | Не квалифицировалась               | Не квалифицировалась               | Не квалифицировалась               | 3  | 0                 | 0                 | 3                 | 0                 | 8                 | −8                |                   |
| 2024                               | Не квалифицировалась               | Не квалифицировалась               | Не квалифицировалась               | Не квалифицировалась               | Не квалифицировалась               | Не квалифицировалась               | Не квалифицировалась               | Не квалифицировалась               | 3  | 0                 | 0                 | 3                 | 1                 | 17                | −16               |                   |
| Итого                              | 1/36                               | 3                                  | 0                                  | 0                                  | 3                                  | 0                                  | 13                                 | −13                                | 67 | 4                 | 12                | 51                | 37                | 229               | −192              |                   |